# Kantongerecht Den Helder
Het kantongerecht Den Helder was van 1838 tot 2002 een van de kantongerechten in Nederland. Na de opheffing van het kantongerecht als zelfstandig gerecht bleef Den Helder tot 1 april 2014 in gebruik als zittingplaats voor de sector kanton van de rechtbank Alkmaar en kortstondig de rechtbank Noord-Holland. Het gerecht was gevestigd in een rijksmonument uit 1863.

## Het kanton
Het kantongerecht werd in 1838 in Nederland ingevoerd als opvolger van de vrederechter. Net als zijn voorganger was de kantonrechter een alleensprekende rechter die besliste in eenvoudige strafbare feiten en civiele geschillen. Zijn rechtsgebied, het kanton was in het algemeen beperkt zodat de kantonrechter bekend was met de plaatselijke toestanden. Voor het kanton Den Helder gold dat wat minder. Naast de gemeente Den Helder omvatte het kanton  bij de oprichting de eilanden Texel en Wieringen. Den Helder was het derde kanton van het arrondissement Alkmaar. Bij de eerste grote reorganisatie van de rechterlijke indeling van Nederland in 1877 werd het kanton uitgebreid met het eiland Vlieland dat tot het in dat jaar opgeheven kanton Medemblik had behoord. In 1930 werd Vlieland van Den Helder overgeheveld naar het kanton Harlingen.